# Nguyễn Duy Thì
Nguyễn Duy Thì (1562-1642) là đại thần nhà Lê trung hưng trong lịch sử Việt Nam.

## Sự nghiệp
Nguyễn Duy Thì người xã Yên Lãng, huyện Yên Lãng, nay là thị trấn Thanh Lãng, huyện Bình Xuyên, tỉnh Vĩnh Phúc. Năm 1598 đời Lê Thế Tông, Nguyễn Duy Thì 27 tuổi, đỗ đệ nhất Trạng Nguyên.
Năm 1606 ông được thăng làm Cấp sự trung, vâng lệnh sang sứ nhà Minh. Khi trở về ông được phong làm Thiêm ngự sử, tước Phương Tuyền bá.
Trong nước có nhiều điềm tai dị khiến mọi người bàn tán. Nguyễn Duy Thì dâng khải lên chúa Trịnh Tùng, khuyên làm những điều nhân đức có lợi cho dân chúng. Ý kiến của ông được Trịnh Tùng khen ngợi và nhận lời làm theo.
Năm 1616, ông được đổi sang làm Đô ngự sử rồi thăng Tả thị lang bộ Lễ.
Trịnh Tùng làm chúa, lấn át quyền hành của vua Lê Kính Tông. Vua Lê liên kết với con thứ của Trịnh Tùng là Trịnh Xuân để chống lại.
Năm 1619, Trịnh Xuân nhân danh giúp Lê Kính Tông, khởi binh chống lại Trịnh Tùng. Lúc đó Nguyễn Duy Thì cùng Nguyễn Danh Thế, Lê Bật Tứ đều khuyên Trịnh Tùng làm việc phế lập, với danh nghĩa theo gương phụ chính của Hoắc Quang nhà Hán phế Xương Ấp vương Lưu Hạ. Trịnh Tùng nghe theo, bèn bắt giết Lê Kính Tông và Trịnh Xuân, lập vua mới là Lê Thần Tông lên ngôi.
Thời Lê Thần Tông, Nguyễn Duy Thì được đổi sang làm Tả thị lang Bộ Lại, tước hầu. Năm 1623 vì có công hộ giá vua và đi sứ nhà Minh, ông được phong làm Vận Dực tán trị công thần.
Năm 1626, ông được thăng làm Thượng thư Bộ Công, rồi Tuyền quận công, gia thăng làm Thiếu phó.
Năm 1642, ông đổi sang làm Thượng thư bộ Binh, rồi gia thăng làm Tham tụng, Thượng thư Bộ Lại, giữ việc 6 Bộ kiêm Tế tửu Quốc Tử Giám, coi học viện Hàn lâm. Sau đó ông được thăng làm Thái phó, được mở phủ gọi là Bỉnh Quân.
Cùng năm ông qua đời, thọ 81 tuổi, được truy tặng là Thái tể.